# Поташев, Вениамин Яковлевич
Вениами́н Я́ковлевич Пота́шев (16 сентября 1928, д. Защелье, Лешуконская волость, Мезенский уезд, Архангельская губерния, РСФСР, СССР — 8 декабря 2018, Москва, Россия) — советский и российский горный инженер, государственный деятель Приднестровской Молдавской Республики. Депутат Верховного Совета Молдавской ССР XII созыва. Депутат Верховного совета Приднестровской Молдавской Республики I созыва с 1991 по 1995.

## Биография
Родился 16 сентября 1928 в деревне Защелье Лешуконской волости Мезенского уезда Архангельской губернии РСФСР (ныне в составе Юромского сельского поселения Лешуконского района Архангельской области).

### Образование
Окончил Мончегорский горно-металлургический техникум (ныне — Мончегорский политехнический колледж).
В 1966 окончил Свердловский горный институт имени В. В. Вахрушева по специальности «горный инженер».

### Трудовая деятельность
Трудовую деятельность начал в 1941 в колхозе родного села.
После окончания горного института более 20 лет работал на шахтах Свердловской области начальником цеха, главным инженером, начальником шахты.
В 1972 переезжает в Тирасполь. Работает заместителем главного инженера, начальником участка ПП «Гидромеханизация». С 1974 по 1983 — инспектор, начальник участка «Энергонадзора», затем трудился на Тираспольском авторефрижераторном заводе.
В августе 1989 избирается членом СТК завода, ОСТК Тирасполя, членом президиумов городского и республиканского забастовочных комитетов.
Избирался депутатом Верховного Совета Молдавской ССР XII созыва и Верховного совета Приднестровской Молдавской Республики I созыва с 1991 по 1995, участник пяти съездов. Также был Депутатом Тираспольского городского совета[когда?]

.
Принимал активное участие в работе Тираспольского городского Объединённого Совета трудовых коллективов.
В 2000 в Тирасполе издал книгу своих воспоминаний «Народная дипломатия».
Скончался 8 декабря 2018 в Москве. Похоронен на Горкинском кладбище недалеко от города Видное Московской области.

## Награды
- Юбилейные медали
- Медаль «За доблестный труд в Великой Отечественной войне 1941—1945 гг.»
- Медаль «20 лет отражения вооруженной агрессии защитниками независимости ПМР»
- Нагрудный знак «За оборону Приднестровья» (10 августа 1994) — в ознаменование пятилетнего юбилея создания Объединённого Совета трудовых коллективов[8]
- Медаль «За трудовую доблесть» (30 августа 1995) — за активное участие в создании, становлении и развитии Республики и в связи с 5-й годовщиной образования Приднестровской Молдавской Республики[9]
- Орден Почёта (15 сентября 1998) — за многолетний добросовестный труд, активное участие в становлении Приднестровской Молдавской Республики и в связи с 70-летием со дня рождения[10]
- Медаль «Защитнику Приднестровья» (3 августа 1999) — за большой личный вклад в создание, защиту и становление Приднестровской Молдавской Республики, активное участие в борьбе против национализма, за равноправие всех народов в бывшей Молдавской Советской Социалистической Республике и в связи с 10-летием со дня создания Объединённого Совета трудовых коллективов города Тирасполь[11]
- Медаль «10 лет Приднестровской Молдавской Республике» (17 августа 2000) — за активное участие в становлении, защите и строительстве Приднестровской Молдавской Республики и в связи с 10-й годовщиной со дня образования[12]
- Орден «Трудовая слава» (15 сентября 2003) — за большой личный вклад в дело создания, защиты и развития Приднестровской Молдавской Республики и в связи с 75-летием со дня рождения[13]
- Орден «За заслуги» II степени (2012)[14]
- Нагрудный знак Министерства иностранных дел ПМР «За вклад в развитие международных связей» (2013)